# Avalanche Bolzano
L'Avalanche Bolzano è stata una società italiana di hockey in-line con sede a Bolzano. I suoi colori sociali erano l'arancione e il nero; è stata costituita nel 1997 ed ha cessato l'attività sportiva nel 2001.
Nel suo palmarès annovera la vittoria di 1 scudetto.

## Cronistoria
| Cronistoria dell'Avalanche Bolzano |
| --- |
| - 1997 · Fondazione dell'A.S.D. Avalanche Bolzano. - 1998-1999 · ? in Serie A1, semifinale dei play-off scudetto. - 1999-2000 · Campione d'Italia (1º titolo). - 2000-2001 · 1º nel girone A in Serie A1, semifinale dei play-off scudetto. ? in Coppa Italia. - 2001 · Al termine della stagione la società viene sciolta e cessa l'attività. |

## Palmarès

### Competizioni nazionali
- Campionato italiano: 1

1999-2000

## Statistiche

### Partecipazione ai campionati
| Livello | Categoria | Partecipazioni | Debutto   | Ultima stagione | Totale |
| ------- | --------- | -------------- | --------- | --------------- | ------ |
| 1º      | Serie A1  | 3              | 1998-1999 | 2000-2001       | 3      |

### Partecipazioni alle coppe nazionali
| Competizione | Partecipazioni | Debutto   | Ultima stagione |
| ------------ | -------------- | --------- | --------------- |
| Coppa Italia | 1              | 2000-2001 | 2000-2001       |